# والتر راسيل
والتر راسيل (بالإنجليزية: Walter Russell)‏ ولد في 19 مايو 1871 في بوسطن في الولايات المتحدة، وتوفي بنفس المكان في 19 مايو 1963. كان رسامًا انطباعيًا (من مدرسة بوسطن)، ونحاتًا، وصوفيًا، وفيزيائيًّا، ومؤلفًا. محاضراته وكتاباته وضعته بقوة في حركة الفكر الجديد. كتب راسل على نطاق واسع عن موضوعات علمية، لكن هذه الكتابات "لم تؤخذ على محمل الجد من قبل العلماء". حيث ثبت أنها لا أساس لها من الصحة وتم دحضها في النهاية.

## سيرته ومسيرته
ولد راسل في بوسطن في 19 مايو 1871، لمهاجرين من نوفا سكوتيا، وترك المدرسة في سن التاسعة وذهب إلى العمل، ثم التحق بمدرسة ماساتشوستس للفنون العادية. قطع سنته الرابعة ليقضي ثلاثة أشهر في باريس في أكاديمية جوليان. حدد كاتب السيرة الذاتية جلين كلارك أربعة مدربين أعدوه للعمل الفني: ألبرت مونسيل وإرنست ميجور في بوسطن، وهوارد بايل في فيلادلفيا، وجان بول لورينز في باريس. في شبابه، حصل راسل على المال من عمله كعازف أرغن في الكنيسة ومدرس موسيقى، ومن خلال قيادة فرقة ثلاثية في أحد الفنادق.
قبل أن يغادر بوسطن في عام 1894، تزوج راسل من هيلين أندروز (1874-1953). سافروا إلى باريس في رحلة زفافهم وفترة ولاية ثانية له في أكاديمية جوليان. بعد رحلة زفافهما، استقروا في مدينة نيويورك عام 1894 وأنجبا ابنتان، هيلين ولويز. كان صعود راسل في نيويورك فوريًا. كتب أحد المراسلين في عام 1908: "جاء راسل إلى هنا من بوسطن وحقق على الفور نجاحًا فنيًا كبيرًا".
في سن 29، جذب اهتمامًا واسع النطاق بلوحته المجازية "قوة العصور" عام 1900. مثلت اللوحة الولايات المتحدة في معرض تورينو الدولي وحصلت على العديد من الجوائز. بحلول عام 1903، كان راسل قد نشر ثلاثة كتب للأطفال (أطفال البحر، وانحناء الغصين، وعصر البراءة) وتأهل لنادي المؤلفين، الذي انضم إليه عام 1902.

## علم الكونيات لدى راسل
ادعى راسل أنه عاش تجربة تحولية وكاشفة في مايو 1921، والتي وصفها لاحقًا في فصل بعنوان "قصة استنارتي" في نسخة عام 1950 من دورة دراسته المنزلية. "خلال تلك الفترة... استطعت أن أدرك كل حركة"، وأصبح لدي "وعي بكل الأشياء". استخدم راسل مصطلحات ريتشارد موريس باك في كتابه "الوعي الكوني" لتفسير "الاستنارة الكونية". لاحقًا كتب، "سيُذكر أنه لا أحد ممن عاشوا تجربة الاستنارة تمكن من شرحها. أعتبر أنه من واجبي تجاه العالم أن أخبر عنها". أصبح هذا موضوع كتابه "الإلياذة الإلهية"، الذي نشر في مجلدين في عام 1949.
نشر راسل كتاب "الواحد العالمي" في عام 1926، و"The Russell Genero-Radiative Concept" في عام 1930، ودافع عن أفكاره في صفحات صحيفة نيويورك تايمز في الفترة من 1930-1931. نشر كتاب "سر الضوء" في عام 1947 و"مفهوم جديد للكون" في عام 1953.
حصل راسل على حقوق الطبع والنشر لجدول دوري للعناصر بشكل لولبي في عام 1926.
تم وصف علم الكونيات لدى راسل في كتاب "مفهوم جديد للكون"، حيث كتب أن "الخطأ الأساسي في العلم" كان "إبعاد الخالق عن خلقه". لم يشر راسل أبدًا إلى إله أنثروبومورفي، بل كتب أن "الله هو الضوء المغناطيسي الأبيض غير المرئي، الساكن، اللاجنسي، غير المنقسم وغير المشروط للعقل" الذي يركز كل الأشياء. "يمكن إثبات وجود الله بطرق مختبرية"، كتب راسل، "الضوء الساكن المحدد الذي يسميه الإنسان مغناطيسية هو الضوء الذي يكون الله". وكتب أن الدين والعلم يجب أن يجتمعا في عصر جديد.